# Andreoli (famiglia)
La famiglia Andreoli fu una nobile famiglia milanese.

## Storia
Originaria della Val Vigezzo, il primo membro degno di nota della famiglia Andreoli fu Pietro Maria, figlio di Bartolomeo (contadino e cavallante), il quale grazie a dei risparmi accumulati dal padre decise di intraprendere l'attività di mercante e per questo proposito si trasferì nei Paesi Bassi, arricchendosi notevolmente.
I figli di Pietro Maria, Pietro e Giovanni Antonio, tornarono in Lombardia ed acquistarono il feudo di Sovico messo in vendita dalla Regia Camera del ducato di Milano e nel 1741 ottenne dal governo il titolo di marchese nella persona di Pietro. Questi morì senza eredi e quindi il 10 novembre 1764 trasmise tali titoli a Pietro Maria (m. 1816), figlio di suo fratello Giovanni Antonio. Dal 1770 il titolo marchionale venne appoggiato ai feudi di Sovico e Grugnotorto nella persona del figlio di quest'ultimo, Pietro.
Nel XVIII secolo la famiglia si trasferì a Milano ove fece erigere un palazzo nel borgo di Santa Croce, particolarmente rinomato per la bellezza dei suoi giardini.
Con la morte di Antonio Andreoli nel 1839 la casata si estinse.